# 二值图像
二值图像是每个像素只有两个可能值的数字图像。人们经常用黑白、B&W、单色图像表示二值图像，但是也可以用来表示每个像素只有一个采样值的任何图像，例如灰度图像等。
二值图像经常出现在数字图像处理中作为图像掩码或者在图像分割、二值化和dithering的结果中出现。一些输入输出设备，如激光打印机、传真机、单色计算机显示器等都可以处理二值图像。
二值图像经常使用位图格式存储。
二值图像可以解释为二维整数格 Z2，图像变形处理领域很大程度上就是受到这个观点启发。